# Sinfonia n. 4 (Rubinštejn)
La Sinfonia n. 4 in re minore, Op. 95, detta Drammatica, di Anton Grigor'evič Rubinštejn, fu composta nel 1874.

## Storia della composizione
Anton Rubinštejn scrisse la sua quarta sinfonia nel 1874, e ne diresse la prima esecuzione in un concerto della Società musicale russa l'11 (23) gennaio del 1875. Nel marzo dello stesso anno il fratello Nikolaj la eseguì nuovamente; in tale occasione Čajkovskij scrisse una recensione definendo il lavoro: "Uno dei più interessanti che ho avuto occasione di sentire in tempi recenti.", pur non risparmiandogli alcune critiche.